# プラザ・ラッヤット駅
プラザ・ラッヤット駅（プラザ・ラッヤットえき、マレー語:Plaza Rakyat）は、マレーシアのクアラルンプール中心部にあるラピドKL (RapidKL) アンパン線・スリ・プタリン線の駅｡

## 駅周辺
- プドゥ・セントラル・バスターミナル
- プラザ・ラッヤット（英語版）（人民広場）
- チャイナタウン（プタリン・ストリート）
- メイバンクタワー（英語版）
- ネガラスタジアム（英語版）
- 尊孔独立中学（英語版）
- メソジスト男子学校（英語版）